# Trichostomum tenuirostre
Trichostomum tenuirostre là một loài Rêu trong họ Pottiaceae. Loài này được (Hook. & Taylor) Lindb. miêu tả khoa học đầu tiên năm 1864.